# Сечура
Сечура (Перуанская пустыня) (исп. Sechura) — пустыня, расположенная на западном побережье Перу, в северо-западной части Южной Америки. Занимает прибрежную полосу между Андами и Тихим океаном, протяженностью с севера на юг до 150 км, простираясь вглубь материка с запада на восток на 20-100 км. Почвы песчаные и каменистые. Экорегион является продолжением пустыни Атакама на севере. WWF называет пустыней Сечура (NT1315, 184 900 км²) весь пустынный экологический регион Перу, регион Коста протяжённостью 2 000 км: пустыня Сечура (5 000 км²) и Прибрежная пустыня Перу (включающая пустыни Ика, Наска, Паракас); и вместе с пустыней Атакама (Чили) они составляют более крупный экорегион Тихоокеанская пустыня. Площадь 188 735 км².
В пустыне Сечура находится одно из крупнейших в мире месторождений фосфоритов, содержащих также редкие элементы и металлы. Два из пяти крупнейших городов Перу (Пьюра и Чиклайо) расположены в данном регионе.

## Климат
Пустыня Сечура относится к экстрааридным пустыням, пассатная инверсия на восточном краю мощного субтропического антициклона, возникающая в данном регионе, затрудняет перенос влаги вверх, что является причиной очень малого количества осадков (20-50 мм в год). Дожди выпадают раз в несколько лет, что не удивительно, учитывая близость пустыни Атакама — самого сухого места на планете.
Сечура — самая прохладная из всех пустынь, среднегодовая температура составляет 22 °C. Холодные прибрежные воды и устойчивые юго-западные ветры снижают температуру воздуха на побережье и обуславливают её постоянство. Летом (с декабря по март) тепло и солнечно, средняя температура превышает 24 °C. Зимой (с июня по сентябрь) прохладно и облачно, температура изменяется от 16 °C ночью до 24 °C днём. Зимой из моря образуются негустые туманы (толщина слоя — 300—400 метров), которые поднимаются на высоты 700—1000 м, давая тень и прохладу и защищая землю от избыточного испарения. Поверхностные воды в самой пустыне полностью отсутствуют. Для пустыни характерны частые и сильные ветры, которые перемещают на значительные расстояния массы песка.

## История
Большое число рек, пересекающее пустыню, издавна были центрами цивилизаций, таких как культура Мочика, которая процветала на рыбе, морских свинках, тыквах и арахисе. Их последователи, культура Сикан (примерно 800—1300 гг.) известны своей золотой металлургией. Орошаемое земледелие по берегам рек используется и в настоящее время.
Пустыня получила своё название от города Сечура. В 1728 году город был уничтожен цунами и был перенесён на новое место.
Аномальное течение Эль-Ниньо иногда вызывает в регионе наводнения. В 1998 году наводнением залило прибрежную часть пустыни. В результате на сухой бесплодной почве образовалось второе по величине в Перу озеро (длина 145 км, ширина 30 км, глубина 3 м).